# Vansbro kommun
Vansbro kommune ligger i det svenske län Dalarnas län i Dalarna. Kommunens administrationscenter ligger i byen Vansbro.

## Byer og landsbyer
- Skamhed
- Skålö
- Dala-Järna
- Myrbacka
- Nås
- Vansbro
- Äppelbo